# Procambarus horsti
Procambarus horsti är en sötvattenlevande kräfta som lever endemiskt i USA.